# Мелая
Мелая (рум. Mălaia) — село у повіті Вилча в Румунії. Входить до складу комуни Мелая.
Село розташоване на відстані 191 км на північний захід від Бухареста, 37 км на північний захід від Римніку-Вилчі, 115 км на північ від Крайови, 126 км на захід від Брашова.

## Населення
За даними перепису населення 2002 року у селі проживали 1115 осіб, усі — румуни. Усі жителі села рідною мовою назвали румунську.